# Gustaf 2
Gustaf 2 är en amerikansk tecknad film från 2006 och uppföljare till Gustaf. Den är inspirerad av Mark Twains roman Prinsen och tiggarpojken från 1882.

## Handling
På ett slott vid en vacker och naturlig skogsmiljö i England vid namn Carlyle Castle, byggd av lord Franklin Carlyle på 1300-talet, står det i ett testamente, skrivet av slottets nu bortgångna f.d. ägare lady Eleanor Carlyle, att katten Prins XII (röst av Tim Curry) (djurens härskare i filmen) ska få ärva slottet och området omkring det. Lord Dargis (Billy Connolly) (Katten Prins husse och lady Eleanors brorson) hade andra förväntningar. Han hade planer på att göra om slottets marker till ett storstadsområde så han försöker göra sig av med sitt husdjur på alla möjliga sätt. I USA försöker katten Gustafs (röst av Bill Murray) husse Jon Arbuckle (Breckin Meyer) fria till sin flickvän dr. Liz Wilson (Jennifer Love Hewitt). När Liz reser till London reser Jon efter och råkar få med sig Gustaf och hunden Ådi. Gustaf försöker sätta stopp för frieriet eftersom han inte vill att Jon ska fria till en veterinär. När Gustaf går ut på stan blir han förväxlad med katten Prins av lord Dargis rådgivare Smithee (Ian Abercrombie). Prins hamnar nere i kloakerna. Prins försöker efter ett tag ta sig tillbaka till slottet men det tar lång tid. När Gustaf är på slottet blir det ett stort ståhej, många av djuren tycker det blir högt tempo och smutskastar honom. Lord Dargis tror att Gustaf är Prins vilket leder till att han försöker göra misslyckade försök att döda honom. När Prins har kommit tillbaka kokar Gustaf ihop en plan med de andra djuren för att stoppa Dargis. Planen fungerar perfekt men skurken lyckas smita in i slottet, där blir han avslöjad. Då börjar han sikta med ett armborst mot advokaterna (Roger Rees, Jane Carr och Oliver Muirhead) som läste testamentet och som nu kom för att de skulle göra Dargis till markens nya ägare, men Jon kommer till undersättning och sedan grips Dargis av polisen. Jon friar äntligen till Liz och så lever de lyckliga i alla sina dagar.

## Om filmen
Filmen är inspelad i Beverly Hills, Los Angeles, Greenwich och York. Den hade världspremiär i Brasilien och Singapore den 15 juni 2006 och svensk premiär den 4 augusti samma år.

## Rollista (urval)
- Bill Murray - Gustaf (röst)
- Breckin Meyer - Jon Arbuckle
- Jennifer Love Hewitt - Dr. Liz Wilson
- Billy Connolly - Lord Manfred Dargis
- Tim Curry - Prins (röst)
- Ian Abercrombie - Smithee
- Lucy Davis - Abby Westminster
- Roger Rees - Mr. Hobbs
- Jane Carr - Mrs. Whitney
- Oliver Muirhead - Mr. Greene
- Judi Shekoni - Guiden på Carlyle Castle
- Bob Hoskins - Winston (röst)
- Richard E. Grant - Preston (röst)
- Greg Ellis - Nigel (röst)
- Sharon Osbourne - Christophe (röst)
- Jane Leeves - Eenie (röst)
- Jane Horrocks - Meenie (röst)
- Vinnie Jones - Rommel (röst)
- Rhys Ifans - McBunny (röst)
- Joe Pasquale - Claudius (röst)
- Roscoe Lee Browne - berättare

## Svenska röster (urval)
- Claes Malmberg - Gustaf[1]
- Göran Gillinger - Jon Arbuckle
- Anna Nordell - Dr. Liz Wilson
- Claes Ljungmark - Lord Manfred Dargis
- Peter Harryson - Prins
- Sten Johan Hedman - Smithee
- Annica Edstam - Abby Westminster
- Jonas Bergström - Mr. Hobbs
- Annica Smedius - Mrs. Whitney
- Maria Rydberg - Guiden på Carlyle Castle
- Guy de la Berg - Winston
- Martin Forsström - Preston
- Peter Sjöquist - Nigel
- Vivian Cardinal - Christophe
- Adam Fietz - Eenie
- My Bodell - Meenie
- Jan Åström - Rommel
- Per "Ruskträsk" Johansson - McBunny
- Kristian Ståhlgren - Claudius
- Björn Granath - berättare

## Musik i filmen
- The Angels Sang, skriven och framförd av Ronnie James
- Cat Scratch Fever, skriven av Ted Nugent
- Soul Limbo, skriven av Al Jackson Jr., Booker T. Jones, Donald Dunn och Steve Cropper
- Glad All Over, skriven av Dave Clark och Mike Smith, framförd av The Dave Clark Five
- Movin' on Up, skriven av Jeff Barry och Ja'net DuBois
- Dixie, skriven av Daniel Decatur Emmett
- Pump It, skriven av will.i.am, Apl.de.Ap, Nicholas Roubanis, Stacy Ferguson och Thomas Van Musser, framförd av The Black Eyed Peas
- Camptown Races, skriven av Stephen C. Foster
- Rule, Britannia!, skriven av Thomas Arne
- Show You How to Do It, skriven av Paul Crowder och Katy Parks, framförd av Kakapo
- Pizzicato from Sylvia, skriven av Léo Delibes
- Let's Move, skriven av Terence Yoshiaki Graves, Mike Fratantuno och Brian Lapin, framförd av Transcenders